# Coalition for the Homeless
La Coalition for the Homelss (Alleanza per i senza fissa dimora) è un'associazione senza scopo di lucro costituita con lo scopo di fornire sostegno economico e assistenza legale ai senzatetto degli Stati Uniti. È la più antica organizzazione statunitense di questo tipo. 

## Finalità
L'Alleanza ha svolto un ruolo nel contenzioso storico per affermare il diritto a un luogo di ricovero e il diritto di voto per i senzatetto,  e per la definizione di soluzioni legali di lungo termine per questo problema sociale. Fondata nel 1981, l'Alleanza ha fornito gran parte della struttura organizzativa e dell'esperienza utilizzata più tardi per costituire la National Coalition for the Homeless nel 1984. La Coalition for the Homeless ha sedi nello Stato di New York: a New York City, e ad Albany.
Si occupa di procurare cibo e vestiti, tutela in pendenza di sfratto, assistenza psico-clinica a forme gravi di disturbo mentale, assistenza contrattuale per l'acquisto o l'affitto di una casa (permanent housing), formazione-lavoro e programmi di inclusione per giovani a favore di quasi 3 500 persone ogni giorno fra uomini, donne e minorenni nello Stato di New York.

## Contenziosi
Nella causa Callahan contro Carey del 1979, Robert Hayes, avvocato e fondatore di Coalition for the Homelss, vinse con una sentenza della corte federale che costituì un precedente giuridico di rilevanza storica, perché sancì per la prima volta il diritto dei senzatetto ad avere un luogo di ricovero, dove non perire di freddo o di malattie.
Poiché su istanza e accordo delle parti la causa fu risolta con un'ordinanza giudiziale decisoria, la municipalità e lo Stato di New York si trovarono obbligati a fornire un ricovero di emergenza alle persone che si trovassero a essere dei senzatetto in conseguenza di uno stato di povertà, ovvero di un qualche disturbo fisico, mentale o della socialità. New York è l'unica municipalità degli Stati Uniti ad avere questa forma di tutela dei senzatetto.
Nel corso della causa Pitts contro Black del 1984, la Coalition for the Homeless vinse con una sentenza che garantì ai senzatetto la possibilità di iscriversi nei registri elettorali e di esercitare il diritto di voto, anche per color che non avessero un proprio domicilio, ma al contrario risultassero residenti nei ricoveri di emergenza, oppure per strada.

## Servizi e programmi di assistenza
La Coalition for the Homeless ha un articolato ventaglio di servizi e programmi, che quotidianamente danno assistenza a circa 3 500 persone residenti a New York, fra i quali: 
- housing permanente;
- un servizio di tavola calda mediante cucina mobile che in orario notturno serve gratuitamente circa 1 000 primi piatti in 35 zone della città[3][4];
- formazione-lavoro e collocamento;
- campi estivi per i figli di senzatetto;
- servizi di assistenza in caso di grave disturbo mentale, che aiutano l'individuo a trovare una sistemazione, cibo e vestiti, oppure un luogo di ricovero; gratuito patrocinio e assistenza legale nel trovare un affitto[5].